# Michel Bégon

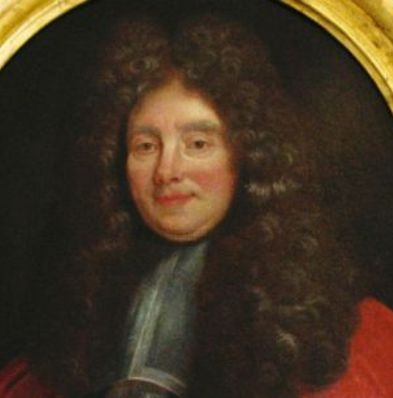
Michel Bégon

Michel Bégon (* 1638; † 1710) war ein französischer Marineoffizier. Da traditionsgemäß viele Familienmitglieder den Vornamen Michel hatten, ist er als Michel Bégon V. oder ‚der Ältere‘ oder ‚der Intendant‘ genannt worden.

## Leben und Wirken
Michel Bégon stammte aus Blois. Sein Vater hatte eine hohe Position am Hofe inne, sodass der junge Michel nicht nur in der reichhaltigen väterlichen Bibliothek stöbern konnte, sondern auch zu Bibliothek und Sammlungen sowie den Gärten von Jean-Baptiste Gaston de Bourbon Duc d’Orléans im Schloss Blois Zugang hatte und sich den schönen Künsten widmen konnte. Er trat 1677 der Marine bei, in der er in der Folgezeit Karriere machte. Er war auch Intendant und stand damit über den Gouverneuren der französischen Inseln in der Karibik (Martinique, Guadeloupe, St. Christophe und Saint-Domingue, das heutige Haiti). Unter anderem wurde er Kommandant von Le Havre, Gouverneur von Haiti und 1694 Kommandant des Hafens von Rochefort-sur-Mer. Dort wurde in der 1666 begründeten Seilerei La Corderie Royale das Seilwerk für die Kriegsschiffe hergestellt. Das Gebäude zählt heute zu den wichtigsten Industriebauwerken des einst florierenden Marine- und Handelsstützpunktes. Er sammelte Bücher, Antiquitäten, Kuriosa und Pflanzen und korrespondierte mit vielen Gelehrten.